# Вимислув (Сохачевський повіт)
Вимислув (пол. Wymysłów) — село в Польщі, у гміні Сохачев Сохачевського повіту Мазовецького воєводства.
Населення — 71 особа (2011).
У 1975-1998 роках село належало до Скерневицького воєводства.

## Демографія
Демографічна структура станом на 31 березня 2011 року:
|          | Загалом | Допрацездатний вік | Працездатний вік | Постпрацездатний вік |
| -------- | ------- | ------------------ | ---------------- | -------------------- |
| Чоловіки | 38      | 7                  | 28               | 3                    |
| Жінки    | 33      | 5                  | 21               | 7                    |
| Разом    | 71      | 12                 | 49               | 10                   |